# Paul L. Patterson

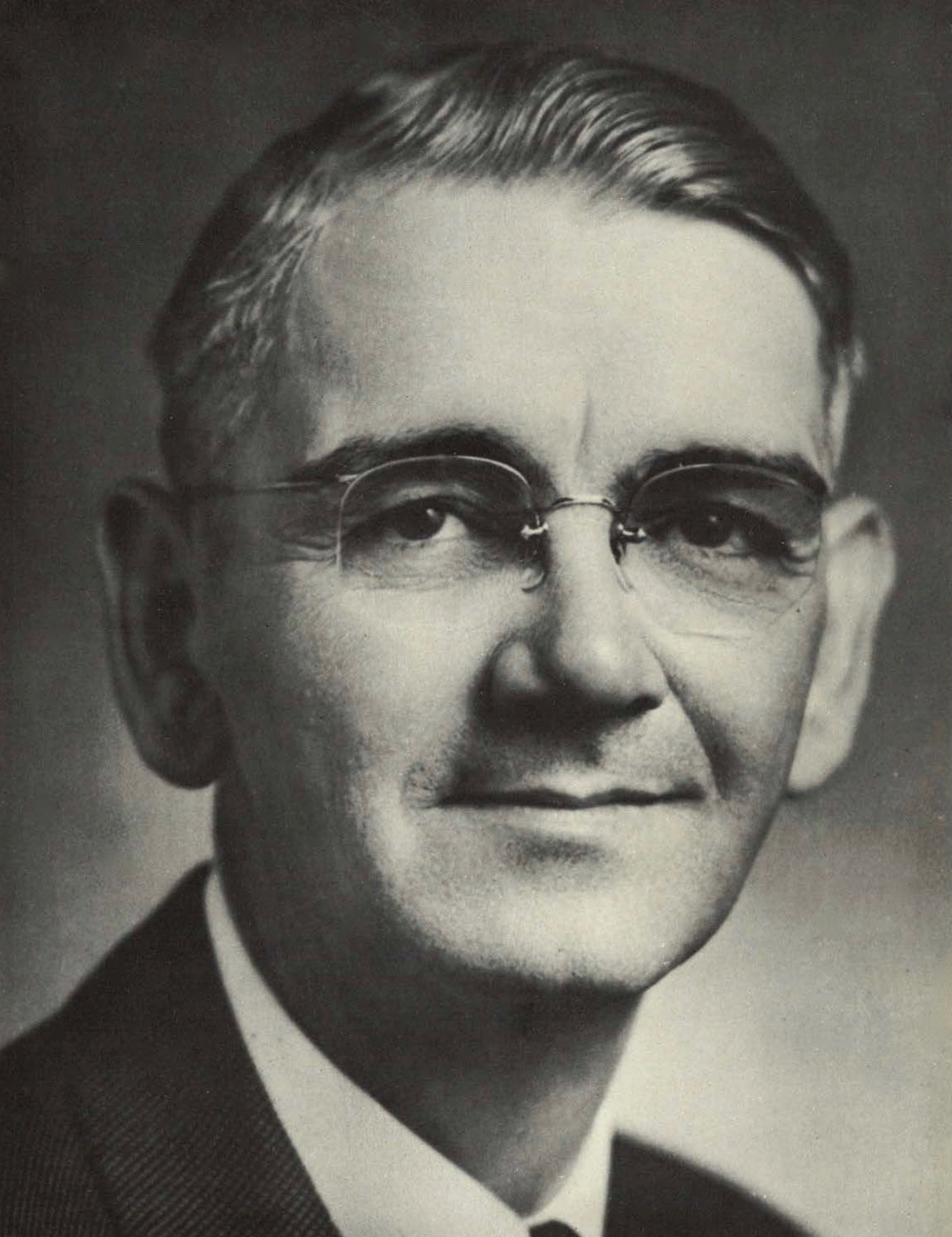
Paul L. Patterson (1953)

Paul Linton Patterson (* 18. Juli 1900 in Kent, Ohio; † 31. Januar 1956 in Portland, Oregon) war ein US-amerikanischer Politiker und von 1952 bis 1956 der 26. Gouverneur des Bundesstaates Oregon.

## Frühe Jahre und Aufstieg in Oregon
Paul Patterson kam schon in jungen Jahren mit seinen Eltern nach Portland in Oregon. Dort besuchte er die örtlichen Schulen und verdiente sich sein erstes Geld als Straßenverkäufer von Zeitungen. Während des Ersten Weltkrieges war er in der US-Armee. Nach dem Krieg setzte er seine Ausbildung mit einem Studium der Betriebswirtschaft und einem Jurastudium fort. Im Jahr 1926 machte er an der University of Oregon sein juristisches Examen. Danach eröffnete er eine Kanzlei, die er bis zum Jahr 1952 führte.
Zwischen 1926 und 1933 war Patterson stellvertretender Bezirksstaatsanwalt im Washington County. Außerdem war er viele Jahre lang Anwalt der Stadt Hillsboro. Patterson war auch in der Republikanischen Partei aktiv und wurde örtlicher Parteivorsitzender. Zwischen 1945 und 1952 saß er im Senat von Oregon; im Jahr 1952 war er Präsident dieser Kammer.

## Gouverneur von Oregon
In seiner Eigenschaft als Senatspräsident fiel ihm am 27. Dezember 1952 das Amt des Gouverneurs zu, als der amtierende Gouverneur Douglas McKay nach seiner Ernennung zum US-Innenminister zurücktrat. Ähnlich wie sein Vorgänger war auch Patterson, was die Haushaltsausgaben betraf, sehr konservativ. Er wollte die Reserven des Staates nicht angreifen und verließ sich mehr auf Bundeszuschüsse. In seiner Amtszeit wurde ein Wasserausschuss gegründet, der die Wasserversorgung des Landes sicherstellte. Er setzte sich für den Ausbau der Infrastruktur wie z. B. der Transportwege ein, lehnte aber Verbesserungen auf sozialen Gebieten ab.
Im Jahr 1954 wurde Patterson von den Wählern in seinem Amt bestätigt und für vier weitere Jahre gewählt. Am 28. Januar 1956 gab er seine Kandidatur für einen Sitz im US-Senat bekannt. Zwei Tage später hielt er eine seiner ersten Reden für den Wahlkampf. Dabei erlitt er einen tödlichen Herzinfarkt. Er war mit Georgia Searlie Benson verheiratet, mit der er drei Kinder hatte.